# Angels with Dirty Faces (album des Sugababes)
Pour les articles homonymes, voir Angels with Dirty Faces.
Albums de Sugababes
One Touch Three
Le deuxième album des Sugababes s'intitule Angels with Dirty Faces et sort le 26 août 2002. 4 singles sont sortis dont Freak Like Me et Round Round (Qui ont débuté directement numéro 1 sur les charts UK) et Stronger, Shape et Angels with Dirty Faces.

## Liste des titres
| No  | Titre                                 | Durée |
| --- | ------------------------------------- | ----- |
| 1.  | Freak like Me                         | 3:19  |
| 2.  | Blue                                  | 3:58  |
| 3.  | Round Round                           | 3:59  |
| 4.  | Stronger                              | 4:02  |
| 5.  | Supernatural                          | 3:39  |
| 6.  | Angels with Dirty Faces               | 3:50  |
| 7.  | Virgin Sexy                           | 3:47  |
| 8.  | Shape                                 | 4:12  |
| 9.  | Just Don't Need This (UK bonus track) | 3:32  |
| 10. | No Man, No Cry (UK bonus track)       | 3:34  |
| 11. | Switch                                | 3:39  |
| 12. | More Than a Million Miles             | 3:26  |
| 13. | Breathe Easy (acoustic jam)           | 4:01  |
| 14. | Round Round (UK bonus track)          | 6:07  |